# Harnstoffnitrat
Harnstoffnitrat (chemische Struktur H2N–CO–NH2·HNO3) ist das haut- und schleimhautreizende, explosive Harnstoffsalz der Salpetersäure.

## Gewinnung und Darstellung
Harnstoffnitrat kann durch vorsichtiges Eintragen einer gesättigten Harnstofflösung in Salpetersäure und anschließendes Abfiltrieren der ausfallenden Kristalle dargestellt werden. Da die Reaktion besonders bei hoher Säurekonzentration stark exotherm verlaufen kann, sollte man bei der Synthese von Harnstoffnitrat immer auf eine ausreichende Kühlung des Reaktionsgemisches achten.

## Eigenschaften

### Physikalische Eigenschaften
Harnstoffnitrat bildet farblose Kristalle mit einem Schmelzpunkt von 152 °C, die zu explosivem Zerfall neigen.
| Bildungsenergie       | −4454,8 kJ/kg                             |
| Bildungsenthalpie     | −4575,7 kJ/kg                             |
| Sauerstoffbilanz      | −6,5 %                                    |
| Stickstoffgehalt      | 34,14 %                                   |
| Normalgasvolumen      | 910 l/kg                                  |
| Explosionswärme       | 3213 kJ/kg (H2O (l)) 2458 kJ/kg (H2O (g)) |
| Spezifische Energie   | 755 kJ/kg (77,0 mt/kg)                    |
| Bleiblockausbauchung  | 270 cm3/10 g                              |
| Verpuffungspunkt      | 186 °C                                    |
| Stahlhülsentest       | keine Reaktion bei 1 mm Durchmesser       |
| Schlagempfindlichkeit | keine Reaktion bis 50 Nm Schlagenergie    |
| Reibempfindlichkeit   | keine Reaktion bis 353 N Stiftbelastung   |

### Chemische Eigenschaften
Da Harnstoffnitrat das Salz einer schwachen Base und einer starken Säure ist, reagiert es in wässriger Lösung sauer. Es ist in heißem Wasser gut löslich.
Gemische mit Magnesiumpulver können spontan unter starker Wärme- und Gasentwicklung (u. a. NOx) reagieren. Ähnliche gefährliche Reaktionen sind auch von Mischungen mit anderen unedlen Metallen sowie weiteren Reduktionsmitteln zu erwarten.
Harnstoffnitrat neigt zur explosiven Zersetzung besonders in Anwesenheit von Katalysatoren, wie Schwermetallionen, aber auch durch Reibung oder Wärme. Mittels DSC wurde ab 145 °C eine stark exotherme Zersetzungsreaktion mit einer Zersetzungswärme von −350 kJ·mol−1 bzw. −2840 kJ·kg−1 gemessen.

## Verwendung
Harnstoffnitrat wird in bis zu fünfprozentiger wässriger Lösung aufgrund der in der Lösung freiwerdenden Salpetersäure als Metallreinigungs- oder Beizmittel verwendet. Aufgrund der enthaltenen Salpetersäure eignet sich Harnstoffnitrat als Reaktant für Sprengstoffe. Im Nahen Osten wird es vermehrt von Attentätern direkt als Sprengstoff genutzt; es entwickelt nämlich, wenn es initial gezündet wird, 70 Prozent der Sprengkraft von TNT, ist allerdings beträchtlich billiger und leichter herzustellen. Aufgrund seiner Wasserlöslichkeit und vor allem wegen seiner korrosiven Wirkung und seiner thermischen Instabilität (Zersetzung schon ab 152 °C) ist es jedoch als militärischer Sprengstoff ungeeignet und findet neben seinem unprofessionellen Einsatz bei Anschlägen nur wenig Verwendung.

## Rechtliches
Harnstoffnitrat ist trocken oder mit weniger als 20 % Massenanteil Wasser ein Explosivstoff im Sinne von Artikel 1 Abs. 2 und 3 der Richtlinie 93/15/EWG und des deutschen Sprengstoffgesetzes. In der aktuellen Fassung des Sprengstoffgesetzes ist Harnstoffnitrat jedoch nicht mehr aufgeführt.